# Roy Bean
Phantly Roy Bean, llamado «el juez de la horca» (c. 10 de marzo de 1825 – 16 de marzo de 1903), fue un personaje del lejano Oeste de Estados Unidos, dueño de un saloon y autoproclamado juez que se hacía llamar a sí mismo "The Law West of the Pecos" ("la ley al oeste del Pecos"). Según la leyenda, el juez Roy Bean celebraba los juicios en su saloon, situado al suroeste de Texas, en un tramo desolado del desierto de Chihuahua a lo largo del río Grande.

## Primeros años
Roy Bean nació en el condado de Mason, Kentucky, alrededor de 1825, aunque algunos documentos sugieren que nació en 1823. Era hijo de Phantly Roy Bean senior (21 de noviembre de 1804 - 13 de junio de 1844) y de Anna Gore. Sus abuelos paternos eran Benjamin Bean y Fernetta Johnston, nacidos ambos en Virginia.
A los 15 años Roy se fue de casa, buscando aventuras en el Oeste y también para seguir a sus dos hermanos mayores, Sam y Joshua. Con su hermano Sam viajó en ferrocarril por lo que más tarde sería Nuevo México, después cruzaron el río Grande y establecieron una oficina de correos en Chihuahua, México. Tras asesinar a un lugareño, Roy marchó a California, donde permaneció con su otro hermano, Joshua, el cual llegaría a ser el primer alcalde de San Diego.
Roy trabajó de camarero en el saloon de su hermano, "The Headquarters". El 24 de febrero de 1852, Roy fue arrestado tras herir en un duelo a un hombre llamado Collins. Escapó el 17 de abril siguiente, y cuando su hermano Joshua fue asesinado unos meses más tarde, Roy volvió a Nuevo México, donde su hermano Sam había llegado a ser sheriff.
Roy siguió atendiendo el saloon de Sam durante varios años e incrementando sus ingresos mediante el contrabando de armas mexicanas destinadas al Ejército de la Unión durante la guerra civil estadounidense.

## Matrimonio e hijos
El 28 de octubre de 1866, Roy se casó con una mujer mexicana, María Anastacia Virginia Chávez (c. 1845 - 26 de noviembre de 1922). Se establecieron en San Antonio, Texas, y tuvieron cinco hijos:
- Roy Bean (nacido hacia 1869/1870)
- Laura Bean (nacida en 1871)
- Zulema Bean (nacida en 1873)
- Sam Bean (nacido 1875)
- John Bean (fecha de nacimiento desconocida; es posible que fuera adoptado.)

Durante la década de 1870, Roy mantuvo a su familia de 5 hijos vendiendo de puerta en puerta madera para encender fuego y leche aguada. Sus prácticas de negocio terminaron ganándole a su vecindario de San Antonio el apodo de Beanville.
En 1882, la línea de ferrocarril de Galveston, Harrisburg y San Antonio contrataba personal para enlazar San Antonio con El Paso. Abandonando su matrimonio y sus negocios ilegales, Roy marchó a Vinegaroon, una ciudad-dormitorio al final del trayecto, para trabajar una vez más de camarero sirviendo whisky a los obreros del ferrocarril.

## Juez de paz
Las autoridades del condado, ansiosas de establecer algún tipo de defensa de las leyes locales, lo nombraron juez de paz del condado de Pecos. Roy se mudó a una pequeña ciudad situada al norte de Vinegaroon, en un peñasco sobre el río Grande, llamada Langtry (en honor de George Langtry, un jefe de ferrocarril que había conseguido que las vías de la Southern Pacific llegaran hasta allí).
Sucedía que el nombre también se correspondía con el de una bella actriz británica, Lillie Langtry. Roy había leído de ella y quedado prendado. Roy construyó un saloon (en el cual también viviría), al que llamó el Jersey Lily (nombre artístico de la actriz). Colgó un cartel deshilachado de miss Langtry detrás del bar, y sobre la puerta letreros que decían "Cerveza helada" y "La ley al oeste del Pecos". Desde allí, Roy Bean despachaba licor, justicia y contaba historias, como la de que era él quien había puesto nombre a la ciudad en homenaje a la actriz.
Fue elegido en el cargo en 1884 y reelegido muchas veces. 
Sus métodos para impartir justicia eran arbitrarios y cómicos e inspiraron muchas anécdotas e historias extravagantes:
- El equipamiento de su juzgado consistía en un revólver, un libro de leyes y su oso mascota (probablemente inofensivo, pues según parece le encantaba la cerveza).
- Se cuenta que una vez encontró muerto a un hombre que llevaba una pistola y $40 dólares en el bolsillo, y decidió ponerle al cadáver una multa de $40 dólares por llevar un arma oculta.
- No sabía casi nada sobre Derecho; según dicen, pensaba que el habeas corpus era un paganismo. Al celebrar ceremonias de boda, siempre terminaba la celebración diciendo "Y que Dios se apiade de vuestra alma".
- Uno de los fallos más extravagantes de Bean ocurrió cuando un irlandés fue acusado de asesinar a un obrero chino. Los amigos del acusado amenazaron con destruir el Jersey Lily si lo declaraban culpable. Iniciada la sesión, Bean pasaba las páginas de su libro de leyes buscando un precedente legal. Finalmente, agarrando su rifle proclamó: "Caballeros, la ley es muy explícita por lo que se refiere al asesinato de vuestro compañero, pero aquí no se dice nada sobre el asesinato de un Chinaman. Caso cerrado."
- Su saloon estaba situado cerca del ferrocarril, donde los trenes paraban 10 minutos para repostar, parada que los viajeros aprovechaban para bajar a tomar una cerveza. Un día, apremiado por la marcha del tren, un viajero pagó su cerveza de 30 centavos con un billete de $20. Viendo que no le devolvían el cambio, se impacientó y trató a Bean de ladrón, el cual igualó las cuentas imponiéndole una multa de $19,70 por insultos a la autoridad.
- En 1896, Bean organizó un combate del campeonato mundial de boxeo entre Bob Fitzsimmons y Peter Maher en una isla de Rio Grande City porque los combates de boxeo eran ilegales en Texas. Las noticias deportivas que siguieron difundieron la fama de Bean por todo Estados Unidos.

Por lo que respecta a Lillie Langtry, nunca llegó a conocerla, aunque él afirmaba lo contrario. Le escribió muchas veces y de hecho recibió respuesta. Por desgracia para él, miss Langtry no visitó la ciudad hasta 10 meses después de su muerte.
La leyenda retrata al juez Roy Bean como a un justiciero sin piedad, muchas veces llamado "El juez de la horca". Pero este título parece corresponderle mejor a Isaac Parker de Fort Smith, Arkansas, quien entre 1875 y 1896 sentenció a la horca a 160 personas (156 hombres y 4 mujeres). En su libro Judge Roy Bean Country, Jack Skiles afirma que aunque Bean amenazaba con ahorcar a cientos, "no hay indicios de que el juez Roy Bean llegara a ahorcar a alguien".
El juez Roy Bean murió pacíficamente en su cama tras una borrachera, el 16 de marzo de 1903. La leyenda posterior aseguraría que fue asesinado en el porche de su saloon por un forajido mexicano. Fue enterrado en el actual Museo conmemorativo Whitehead, en Del Río, Texas.

## Cine, cómic, televisión y juegos de mesa
La figura de Roy Bean ha inspirado varias películas y series de televisión en Estados Unidos, como The Westerner, con Gary Cooper, en 1940. También inspiró al escritor francés René Goscinny el guion de la historieta de Lucky Luke titulada "El juez".
En 1972, John Huston dirigió The Life and Times of Judge Roy Bean, película protagonizada por Paul Newman y con guion de John Milius.
Este famoso juez también inspiró a la antigua compañía de juegos de mesa NAC (Nike & Cooper Española), que introdujo a Roy Bean en el juego titulado "La conquista del Oeste" (1982). En este juego Roy Bean actuaba como un obstáculo, encerrando al jugador en su cárcel o reteniéndolo en ella si se caía en su casilla. Para salir de la cárcel había que sacar dobles.